# Porzellanfabrik Oscar Schaller & Co. Nachf.
Die Porzellanfabrik Oscar Schaller & Co. Nachf. in Schwarzenbach an der Saale, Oberfranken, wurde 1882 gegründet und gehörte als Hauptniederlassung der Schaller-Werke von 1917 bis 1999 zur Unternehmensgruppe Gebr. Winterling. Von 1882 und 2000 wurde hier insbesondere Haushaltsgeschirr produziert.

## Geschichte

### Oscar Schaller & Co. (1882–1917)
Gegründet wurde die Porzellanfabrik 1882. Inhaber waren Oscar Schaller, sein Bruder Fritz Schaller und Kaufmann Johann Götz aus Eger. 1906 wurden rund 160 Arbeiter beschäftigt.

### Oscar Schaller & Co. Nachfolger (1917–1992)
Nach der Übernahme durch die Gebrüder Winterling wurde der Standort Schwarzenbach zur Hauptniederlassung der Schaller-Werke. Zweigniederlassungen entstanden in der Folgezeit u. a. in Kirchenlamitz und Windischeschenbach. Besonders das Schwarzenbacher Strohblumenmuster war sehr beliebt, weil es als kostengünstige Variante zu den Zwiebelmuster-Dekoren aus Meißen und von Hutschenreuther galt.

### Winterling Porzellan-AG (1992–1999)
1992 wurden die Schaller-Werke in die neu begründete Familienaktiengesellschaft überführt. Nach der Insolvenz 1999 übernahm im Jahr 2000 die Triptis-Porzellan GmbH den Standort Schwarzenbach, die Produktion wurde daraufhin eingestellt.

## Sortiment
Fabrikat 1906: Gebrauchsgeschirre als Kaffee-, Tee- und FrühstücksService, Teller, halbstarke und dünne Tassen, Ascheschalen, Vasen, Küchenartikel, Satz-Krüge. Spezialität: Unterglasurdekore, Indisch Blau, Dekor Kopenhagen, Zwiebelmuster, Delft. Tafel-, Kaffee- und Tee-Geschirren in glatt, Feston, neukonischer, Meißner und gerippter Kopenhagener Form. Komplette Küchengarnituren. Export: Jugs, Mugs, Cups and Saucers, Teapots, Sugars, Creams, Teasets, Salads. Die Fabrik verfügte über eine Malerei und eine Druckerei.